# Morris Chestnut
Morris Lamont Chestnut (Cerritos, 1º gennaio 1969) è un attore statunitense.

## Biografia
È famoso sia per i suoi ruoli cinematografici che per quelli televisivi. Nel 1991 reciterà nel film di John Singleton Boyz n the Hood - Strade violente e, sempre nello stesso anno, prenderà parte a L'ultimo boy scout. Reciterà insieme a Steven Seagal nel 1995 in Trappola sulle Montagne Rocciose. Nel 1997 otterrà un ruolo in Soldato Jane, un film di Ridley Scott, inoltre prenderà parte alla serie televisiva C-16: FBI dove reciterà il ruolo di Mal Robinson dal 1997 al 1998. Reciterà nel 1999 in The Best Man, mentre nel 2002 reciterà in altri film come Il sogno di Calvin e Infiltrato speciale.
Prenderà parte nel 2003 al film Confidence - La truffa perfetta, inoltre nel 2004 farà parte del cast di film quali Anaconda - Alla ricerca dell'orchidea maledetta e Squadra 49, invece nel 2005 reciterà in Il nascondiglio del diavolo - The Cave. Nel 2007, recitando insieme a Dwayne Johnson, prenderà parte a Cambio di gioco, inoltre sempre nello stesso anno farà parte del cast di Un nuovo marito per mamma. Dal 2009 al 2011 sarà uno dei protagonisti della serie ABC V interpretando la parte di Ryan Nichols, inoltre reciterà nel 2009 in Cuori di vetro, un film di Bill Duke. Prenderà parte nel 2011 alla prima stagione della serie American Horror Story nel ruolo di Luke.
Nel 2013 otterrà dei ruoli in altri film come Io sono tu e Kick-Ass 2, inoltre interpreterà la parte del dottor Ike Prentiss in Nurse Jackie - Terapia d'urto ricoprendo il ruolo dal 2013 al 2014. Reciterà dal 2014 nella serie Legends interpretando il ruolo di Tony Rice fino al 2015, lo stesso anno in cui prende parte al film Bus 657 con Robert De Niro, inoltre diventerà il protagonista della serie Rosewood nella parte del dottor Beaumont Rosewood, recitando la parte dal 2015 al 2017. Reciterà nel 2018 in Golia , interpretando il ruolo di Hakeem Rashad.

### Vita privata
È sposato dal 1995 con Pam Byse da cui ha avuto due figli: Grant (1997) e Paige (1998).

## Filmografia

### Cinema
- Boyz n the Hood - Strade violente (Boyz n the Hood), regia di John Singleton (1991)
- L'ultimo boy scout (The Last Boy Scout), regia di Tony Scott (1991)
- The Inkwell, regia di Matty Rich (1994)
- L'università dell'odio (Higher Learning), regia di John Singleton (1995) - non accreditato
- Trappola sulle Montagne Rocciose (Under Siege 2: Dark Territory), regia di Geoff Murphy (1995)
- Soldato Jane (G.I. Jane), regia di Ridley Scott (1997)
- The Best Man, regia di Malcolm D. Lee (1999)
- The Brothers, regia di Gary Hardwick (2001)
- Un gioco per due (Two Can Play That Game), regia di Mark Brown (2001)
- Scene da un crimine (Scenes of the Crime), regia di Dominique Forma (2001)
- Infiltrato speciale (Half Past Dead), regia di Don Michael Paul (2002)
- Il sogno di Calvin (Like Mike), regia di John Schultz (2002)
- Confidence - La truffa perfetta (Confidence), regia di James Foley (2003)
- Anaconda - Alla ricerca dell'orchidea maledetta (Anacondas: The Hunt for the Blood Orchid), regia di Dwight H. Little (2004)
- Breakin' All the Rules, regia di Daniel Taplitz (2004)
- Squadra 49 (Ladder 49), regia di Jay Russell (2004)
- Il nascondiglio del diavolo - The Cave (The Cave), regia di Bruce Hunt (2005)
- Cambio di gioco (The Game Plan), regia di Andy Fickman (2007)
- Un nuovo marito per mamma (The Perfect Holiday), regia di Lance Rivera (2007)
- Cuori di vetro (Not Easily Broken), regia di Bill Duke (2009)
- Love in the Nick of Tyme, regia di David E. Talbert (2009)
- Think Like a Man, regia di Tim Story (2012) - non accreditato
- Io sono tu (Identity Thief), regia di Seth Gordon (2013)
- The Call, regia di Brad Anderson (2013)
- Kick-Ass 2, regia di Jeff Wadlow (2013)
- The Best Man Holiday, regia di Malcolm D. Lee (2013)
- The Perfect Guy, regia di David M. Rosenthal (2015)
- Bus 657 (Heist), regia di Scott Mann (2015)
- Quando l'amore si spezza (When the Bough Breaks), regia di Jon Cassar (2016)
- Il viaggio delle ragazze (Girls Trip), regia di Malcolm D. Lee (2017)

### Televisione
- Freddy's Nightmares – serie TV, episodio 2x19 (1990)
- Le strade di Brooklyn (In the Line of Duty: Street War), regia di Dick Lowry – film TV (1992)
- Out All Night – serie TV, 19 episodi (1992-1993)
- The Ernest Green Story, regia di Eric Laneuville – film TV (1993)
- Living Single – serie TV, episodi 1x18-1x19 (1994)
- C-16: FBI – serie TV, 13 episodi (1997-1998)
- E.R. - Medici in prima linea (ER) – serie TV, episodi 6x16-7x06 (2000)
- Il massacro di Attica (The Killing Yard), regia di Euzhan Palcy (2001)
- Bones – serie TV, episodio 1x06 (2005)
- The Prince of Motor City, regia di Jack Bender – film TV (2008)
- V – serie TV, 22 episodi (2009-2011)
- American Horror Story – serie TV, 6 episodi (2011)
- Nurse Jackie - Terapia d'urto (Nurse Jackie) – serie TV, 17 episodi (2013-2014)
- Legends – serie TV, 12 episodi (2014-2015)
- Rosewood – serie TV, 44 episodi (2015-2017)
- Goliath – serie TV, 7 episodi (2018)
- Being Mary Jane – serie TV, episodio 5x01 (2019)
- Caccia alla Spia - The Enemy Within (The Enemy Within) – serie TV, 13 episodi (2019)
- The Resident – serie TV (2019-2023)
- Watson – serie TV (2025-in corso)

### Teatro
- Love In The Nick of Tyme (2007)
- What My Husband Doesn't Know (2011)
- The Nutcracker (2013)

### Doppiaggio
- American Dad! - serie animata (2013)

## Riconoscimenti
- 2000 – National Association for the Advancement of Colored People
  - Candidatura per Miglior attore in un film per The Best Man
- 2014 – NAACP Image Awards
  - Candidatura per Miglior attore non protagonista per The Best Man Holiday
- 2014 – Acapulco Black Film Festival
  - Candidatura per Miglior attore per The Best Man Holiday
- 2014 – NAACP Image Awards
  - Miglior attore non protagonista per Nurse Jackie - Terapia d'urto
- 2016 – NAACP Image Awards
  - Candidatura per Miglior attore in una serie drammatica per Rosewood

## Doppiatori italiani
Nelle versioni in italiano delle opere in cui ha recitato, Morris Chestnut è stato doppiato da:
- Massimo Bitossi in Cambio di gioco, American Horror Story, Rosewood, The Resident
- Simone Mori in Anaconda - Alla ricerca dell'orchidea maledetta, Il nascondiglio del diavolo - The Cave, Io sono tu
- Francesco Pannofino in Boyz n the Hood - Strade violente, Un gioco per due, Squadra 49
- Massimo Corvo in The Best Man, The Best Man Holiday
- Massimo De Ambrosis in Bus 657, The Perfect Guy
- Fabio Boccanera in V, Our Kind of People
- Marco Mete in Trappola sulle Montagne Rocciose
- Mario Bombardieri in Soldato Jane
- Maurizio Romano in E.R. - Medici in prima linea (ep. 6x16)
- Gianni G. Galassi in E.R. - Medici in prima linea (ep. 7x06)
- Lorenzo Scattorin ne Il massacro di Attica
- Fabrizio Pucci in Il sogno di Calvin
- Saverio Indrio in Kick-Ass 2
- Massimiliano Lotti in Quando l'amore si spezza
- Roberto Gammino in Infiltrato speciale
- Edoardo Stoppacciaro in Goliath
- Francesco Pezzulli in Legends
- Paolo Marchese in The Call
- Simone D'Andrea in Caccia alla spia - The Enemy Within, Watson